# Filtro 4G-LTE
Un Filtro 4G-LTE es un filtro pasa-bajos, que hay que emplear en las instalaciones de recepción de TDT (tanto colectivas como particulares) si se quieren mantener las antiguas antenas de UHF sin peligro de interferencias por parte de las emisoras del nuevo estándar de telefonía móvil 4G-LTE.
Hay que resaltar que estos filtros solo serán necesarios para instalaciones existentes ya que para las nuevas instalaciones en zonas urbanas o rurales, las antenas y amplificadores comercializados a partir de la aplicación de la nueva norma ya deberían estar configurados para recibir con buena ganancia de señal solo los canales de televisión del 21 al 60 de la banda de UHF, siendo atenuados los otros superiores (los antiguos canales de TV del 61 al 69) .

## Interferencias entre 4G LTE y TDT
4G-LTE es el estándar de telefonía móvil de cuarta generación. En las zonas urbanas, el 4G emplea una banda de frecuencias situada entre 2500 MHz y 2600 MHz, y por tanto, queda suficientemente lejos de la banda de TV para que pueda llegar a causar algún tipo de interferencia.
En las zonas rurales, sin embargo, los principales operadores han pedido poder utilizar parte de la banda de UHF. Dado que la banda de frecuencias de UHF no es expandible, se acordó que la radiodifusión de televisión debería limitar su número de canales.  Así, la banda de frecuencias dedicada a la televisión quedará comprendida entre 470 MHz y 790 MHz (canales del 21 al 60), y el 4G-LTE utilizará la banda de frecuencias entre 790 y 862 MHz (antiguos canales de TV del 61 al 69) siendo el intervalo que separa ambas bandas de solo 1 MHz, por ello, existe un riesgo de interferencias entre las dos bandas (TDT y 4G) en las zonas cercanas a las torres de transmisión de 4G-LTE. En la práctica, la utilización de la banda  (790-862 MHz), llamada dividendo digital, no se convertirá en un problema real hasta el 2015 (o el comienzo del despliegue 4G en estas zonas).

## Dividendo digital

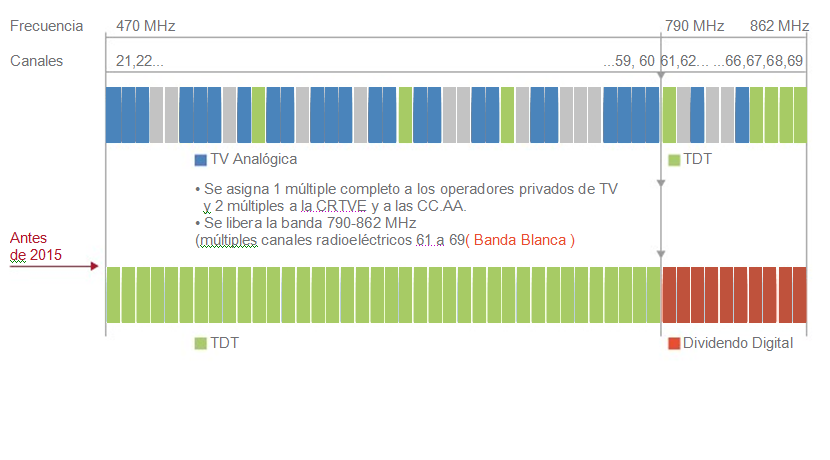
Descripción gráfica del proceso del Dividendo Digital

Dividendo digital es el nombre común dado al espectro de frecuencias desde 790 MHz hasta 862 MHz (Canales de TV del 61 al 69) asignado por el plan para la Nueva distribución de la banda de frecuencias de UHF acordada en el Congreso Mundial de Radiocomunicaciones (CMR-07) que identificó 108 MHz del espectro del dividendo digital de 698 -806 MHz para la ITU -R, Regiones 2-1 y nueve países de las Regiones 3-2, incluyendo China, India, Japón y la República de Corea.

Este dividendo digital se utiliza para mejorar la cobertura de la nueva norma 4G-LTE en las zonas rurales, ha sido necesario con la llegada de 4G-LTE y para aplicarlo se requiere la redistribución de la banda de frecuencia de UHF. A partir de enero de 2015 (en algunos países), los principales operadores de telefonía móvil empezarán a desplegar sus redes de muy alto ancho de banda "True 4G" o LTE utilizando las frecuencias de un ancho de banda de 108 MHz atribuidas previamente a los canales de televisión del 61 al 69, (698-806 MHz ), espectro de frecuencia que se conoce como "dividendo digital ".